# Dorian Gray (Band)
Dorian Gray war eine jugoslawische Musikgruppe der 1980er Jahre, die durch ihren künstlerischen und extravaganten Stil und ihre Bühnenauftritte große Bekanntheit in der ehemaligen jugoslawischen Rockszene erlangte. Sie wurde von Massimo Savić geleitet, der später eine erfolgreiche Solokarriere startete. Sie sollte nicht mit der kurzlebigen deutschen Band gleichen Namens aus den 1970er Jahren verwechselt werden.

## Geschichte
Die Band wurde 1982 in Zagreb, Kroatien, damals SFR Jugoslawien, gegründet, bestehend aus dem Frontmann Massimo Savić (Gesang, Gitarre), Vedran Čupić (Gitarre), Emil Krnjić (Bass), Toni Ostojić (Keyboard) und Branko Terzić (Schlagzeug), der den Namen Dorian Gray nach der fiktiven Figur Dorian Gray von Oscar Wilde vorschlug. Da die Gruppe auf Art Rock stand, beeinflusst von Künstlern wie David Sylvians Japan, Bryan Ferrys Roxy Music und einigen Werken von David Bowie, fanden die anderen Mitglieder den vorgeschlagenen Namen passend und nahmen ihn gerne an.
Ihre ersten Proben und Auftritte fanden in der Kunstgalerie des Zagreber Studentenzentrums statt. Nach Auftritten in Kroatien und Slowenien wurde die Gruppe bald in der gesamten ehemaligen jugoslawischen Föderation von der Kritik gefeiert und nahm an dem bedeutenden Musikfestival YURM (Yugoslav Rock Moment) teil.
Ende 1983 nahm Dorian Gray ihr Debütalbum Sjaj u tami („Glow in the Darkness“) auf, das von Saša Habić produziert wurde, der bei den Aufnahmesitzungen das E-Piano spielte; außerdem gab es Gastauftritte des Bassisten Jadran Zdunjić und des Saxophonisten Miroslav Sedak Benčić. Das Album, das ein großer Erfolg war, wurde auch für seine künstlerische Plattenhülle bekannt, die von Sanja Baharah und Mario Krištofić entworfen wurde. Bemerkenswerte Hit-Single war Sjaj u tami, eine Coverversion des berühmten Songs The Sun Ain't Gonna Shine (Anymore). Nach der Veröffentlichung des Albums wurde die Besetzung geändert, da Terzić, Čupić und Krnjić beschlossen, die Gruppe zu verlassen. Neue Mitglieder wurden: Zdunjić, der Schlagzeuger Dragan Simonovski und der Gitarrist Zoran Cvetković Zok, ein ehemaliges Mitglied der bedeutenden kroatischen und jugoslawischen Rock-Acts Prljavo kazalište und Parni valjak. Das zweite Album Za tvoje oči („For Your Eyes Only“), das in Schweden aufgenommen und von Sjunne Ferger produziert wurde, wurde 1985 veröffentlicht.
Nachdem sich Dorian Gray 1986 aufgelöst hatte, startete Massimo Savić eine erfolgreiche Solokarriere als Popmusiksänger.

## Diskografie
- 1983: Sjaj u tami (Jugoton)
- 1985: Za tvoje oči (Jugoton)